# Lentershagen

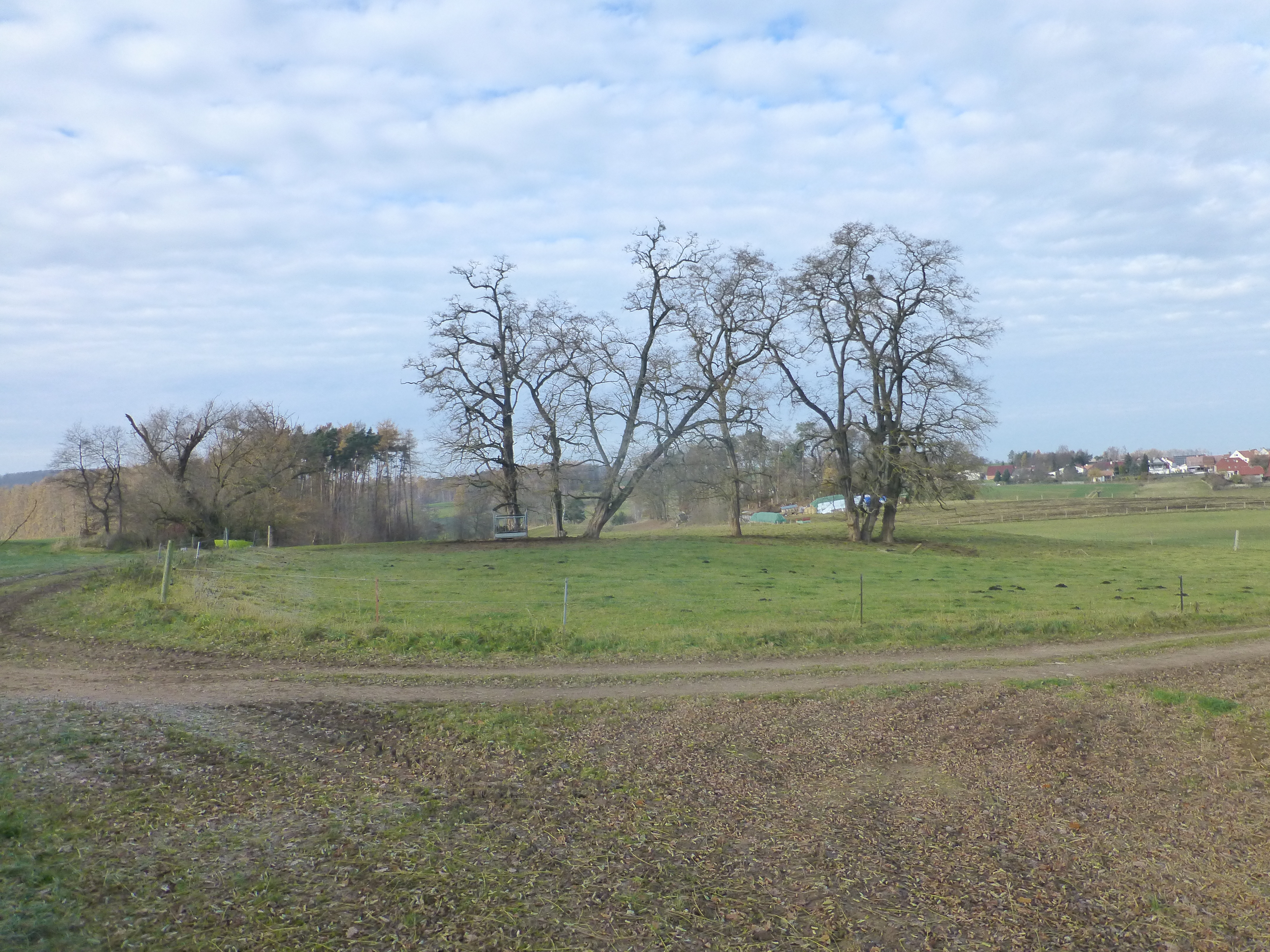
Blick über die Landschaft südlich von Freienhagen mit der Wüstungstätte Lentershagen

Lentershagen ist eine Wüstung in der Gemarkung der Gemeinde Schachtebich im Landkreis Eichsfeld in Thüringen.

## Lage
Die Wüstung liegt zwischen den Orten Schachtebich und Freienhagen auf dem Buntsandsteinplateau des mittleren Eichsfeldes auf einer Höhe von ungefähr 300 m. In unmittelbarer Nähe liegt nördlich das Quellgebiet des Rustebaches, einem rechtsseitigen Zufluss der Leine und südlich dessen Zufluss Gänseteichgraben. 
Die ehemalige Gemarkung reicht vom Tal des Rustebaches im Nordwesten, bis zum Ortsrand von Freienhagen im Norden, dem Wasserberggraben am Mengelröder Holz im Osten und dem Eichengrund im Süden.

## Geschichte der Siedlung
Lentershagen wird 1408 als zum Kloster Reinhausen gehörig erwähnt. Später war der Ort verlassen worden und 1537 als Wüstung dem Erzstift Mainz verkauft. Im Jahre 1545 hat die Familie von Linsingen auf Lentershagen zwei Wohnhäuser gebaut.
Mehrere historische Karten aus dem Ende des 16. Jahrhunderts nehmen Bezug auf Gebietsstreitigkeiten um den Ort Gänseteich und das dazugehörige Lentershagen zwischen dem Kurfürstentum Mainz und dem Herzog von Braunschweig. Für das Gebiet zwischen Gänseteich und dem östlich bei Mengelrode gelegenen Rumsberg (Rommersberg) waren Ende des 16. Jahrhunderts noch zwei größere Waldgebiete bekannt, eins um den heutigen Wald am Eichengrund als „Der gense ...“ und eins als „Lentershagen holtzung“ bezeichneter Wald.
1629 wird der Ort als wustung Lentershagen schriftlich erwähnt. Wann das spätere Hofanlage wider errichtet wurde, ist nicht bekannt. 
In einem Vertrag von 1815 hat das Königreich Hannover die im Eichsfeld gelegenen Exklaven Gänseteich mit Lentershagen und Rüdigershagen an Preußen abgetreten. Im frühen 20. Jahrhundert war im Hof auch ein Erholungsheim untergebracht. 1934 wurde das Gehöft zusammen mit Gänseteich nach Schachtebich eingemeindet. 1982 wurden alle Gebäude wegen der Nähe zur Innerdeutschen Grenze abgerissen, nach dem die letzten Bewohner verstorben waren. Heute wird die Ortslage und ehemalige Gemarkung überwiegend landwirtschaftlich genutzt, zum kleineren Teil auch forstwirtschaftlich.